# 愛情物語 (1956年の映画)
『愛情物語』（あいじょうものがたり、The Eddy Duchin Story）は、1956年のアメリカ合衆国の伝記映画。監督はジョージ・シドニー、出演はタイロン・パワーとキム・ノヴァクなど。1930年代から1940年代にかけて活動した実在のピアニスト、エディ・デューチンの生涯を描く。

## ストーリー
1920年代のニューヨーク。ボストンから出てきたエディ・デューチンは、ピアニストになるためライスマン楽団を訪ねるが、雇ってもらえない。だがエディのピアノを聞いた名家の令嬢マージョリー・オルリックスの後押しで楽団に入団。やがてエディはピアニストとして認められ、マージョリーとも結婚。エディ・デューチン楽団を結成するが、マージョリーは息子ピーターを出産後急死。失意のエディはピーターをマージョリーの叔父夫婦に預け、演奏旅行でニューヨークを離れる。5年後、エディはピーターと再会するが心を通わせることができない。戦争がはじまりエディは海軍に入隊。ミンダナオ島で現地の少年と連弾したエディは息子と向き合うと決意。戦後、復員したエディはピーターを訪ねるが、ピーターは同居するチキータ・ウィン嬢になついていた。チキータのアドバイスでエディはようやくピーターと父子らしくなるが、左手の異常に気付く。余命1年と宣告されたエディはチキータと再婚する。エディは苦悩するがピーターに真実を打ち明け、最後の父子ピアノ演奏をする。

## キャスト
| 役名                 | 俳優                     | 日本語吹替                                                                                |
| 役名                 | 俳優                     | NETテレビ版                                                                               |
| -------------------- | ------------------------ | ----------------------------------------------------------------------------------------- |
| エディ・デューチン   | タイロン・パワー         | 山内雅人                                                                                  |
| マージョリー         | キム・ノヴァク           | 武藤礼子                                                                                  |
| チキータ             | ヴィクトリア・ショウ     | 宗形智子                                                                                  |
| ルー                 | ジェームズ・ホイットモア | 森山周一郎                                                                                |
| ピーター・デューチン | レックス・トンプソン     | 野沢雅子                                                                                  |
| 不明 その他          |                          | 千葉耕市 稲葉まつ子 宮川洋一 菅谷政子 白川澄子 浅井淑子 仲木隆司 緑川稔 上田敏也 高田竜二 |
|                      |                          |                                                                                           |
| 演出                 | 演出                     | 山田悦司                                                                                  |
| 翻訳                 | 翻訳                     | 進藤光太                                                                                  |
| 効果                 | 効果                     | PAG                                                                                       |
| 調整                 | 調整                     | 栗林秀年                                                                                  |
| 制作                 | 制作                     | グロービジョン                                                                            |
| 解説                 |                          |                                                                                           |
| 初回放送             | 初回放送                 | 1975年1月19日 『日曜洋画劇場』                                                            |

## 受賞歴
第29回アカデミー賞ノミネート
- 原案賞 - レオ・カッチャー（英語版）
- 撮影賞（カラー部門） - ハリー・ストラドリング
- ミュージカル映画音楽賞 - モリス・ストロフ（英語版）、ジョージ・ダニング（英語版）
- 録音賞 - ジョン・P・リヴァダリー

## 音楽
カーメン・キャバレロがアレンジ・演奏した夜想曲第2番 (ショパン)が使用される。
- 愛情物語 オリジナル・サウンドトラック(ユニバーサルミュージック)ほかがある。